# Gerhard Deutsch
Pour les articles homonymes, voir Deutsch.
Gerhard Deutsch est un nageur allemand.

## Biographie
Gerhard Deutsch remporte la médaille d'or du 100 mètres dos aux Championnats d'Europe de natation 1931 à Paris. Il est la même année champion d'Allemagne du 100 mètres dos.